# Lanvollon
Lanvollon (/lɑ̃.vo.lɔ̃/) est une commune française située dans le département des Côtes-d'Armor en région Bretagne.

## Géographie
Lanvollon est située à une dizaine de kilomètres de la mer, environ à mi-chemin entre Paimpol et Saint-Brieuc.
La commune est polycentrique. Blanchardeau accueille les activités tertiaires, les nombreuses zones périphériques accueillent les activités artisanales et commerciales.
Bien que quatrième commune de sa communauté, Lanvollon en est le siège.

### Transports
Lanvollon est traversée par la D 6 reliant Paimpol au nord (20 km) à Saint-Brieuc au sud-est (25 km), et par la D 9 reliant Saint-Quay-Portrieux (12 km) à l'est en bord de mer, à Guingamp au sud-ouest (15 km).

### Hydrographie
Pour un article plus général, voir Réseau hydrographique des Côtes-d'Armor.
La commune est située dans le bassin Loire-Bretagne. Elle est drainée par le Leff et un autre petit cours d'eau,.
Le Leff, d'une longueur de 62 km, prend sa source dans la commune du Leslay et se jette  dans le Trieux en limite de Quemper-Guézennec et de Plourivo, après avoir traversé 19 communes. 

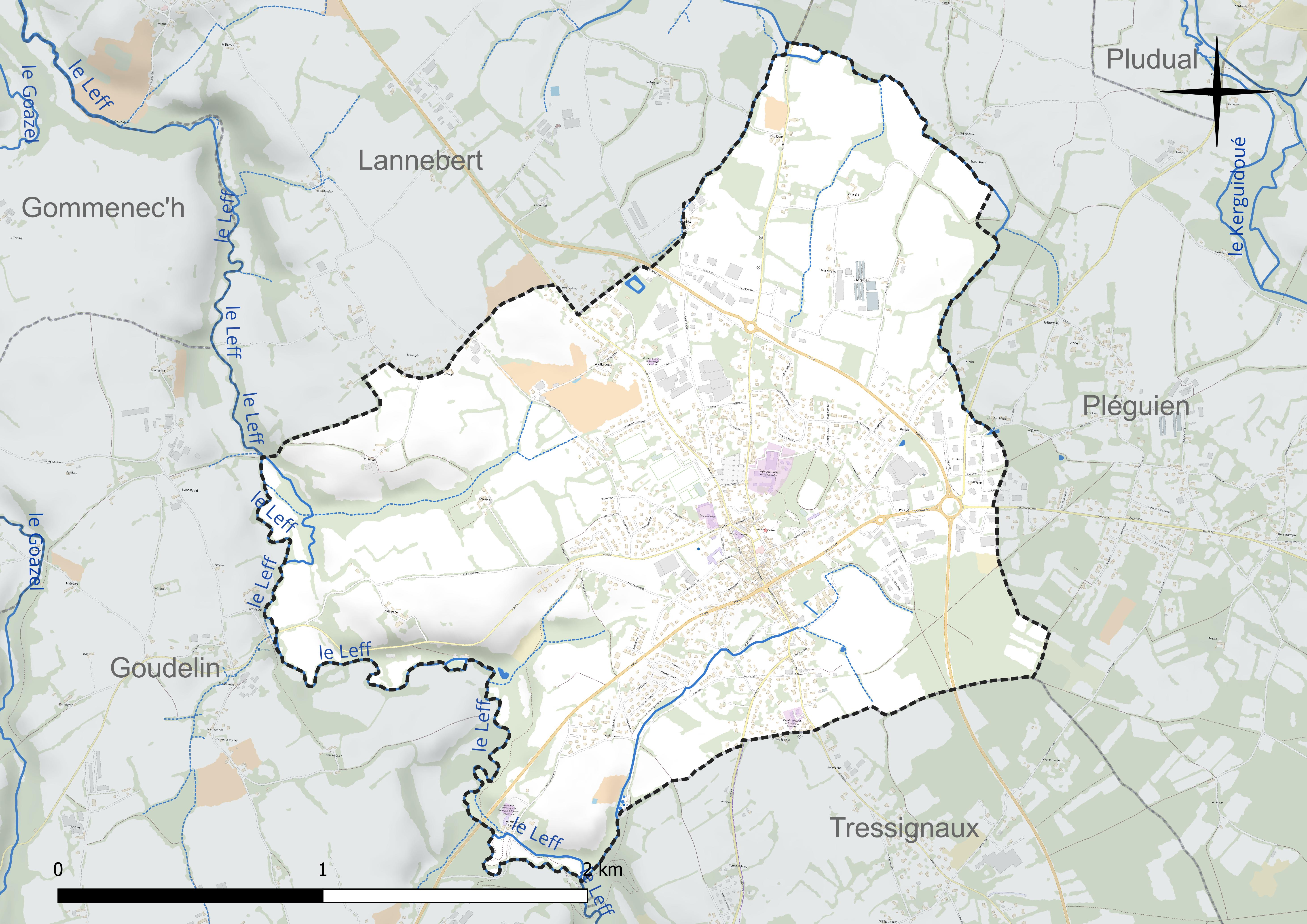
Réseau hydrographique de Lanvollon.

### Climat
Pour des articles plus généraux, voir Climat de la Bretagne et Climat des Côtes-d'Armor.
En 2010, le climat de la commune est de type climat océanique franc, selon une étude du CNRS s'appuyant sur une série de données couvrant la période 1971-2000. En 2020, Météo-France publie une typologie des climats de la France métropolitaine dans laquelle la commune est exposée à un climat océanique et est dans la région climatique  Finistère nord, caractérisée par une pluviométrie élevée, des températures douces en hiver (6 °C), fraîches en été et des vents forts. Parallèlement l'observatoire de l'environnement en Bretagne publie en 2020 un zonage climatique de la région Bretagne, s'appuyant sur des données de Météo-France de 2009. La commune est, selon ce zonage, dans la zone « Intérieur  », exposée à un climat médian, à dominante océanique.  
Pour la période 1971-2000, la température annuelle moyenne est de 11,2 °C, avec  une amplitude thermique annuelle de 10,8 °C. Le cumul annuel moyen de précipitations est de 801 mm, avec 13,1 jours de précipitations en janvier et 6,8 jours en juillet. Pour la période 1991-2020, la température moyenne annuelle observée sur la station météorologique la plus proche, située sur la commune de Lanleff à 8 km à vol d'oiseau, est de 11,7 °C et le cumul annuel moyen de précipitations est de 845,9 mm,. Pour l'avenir, les paramètres climatiques de la commune estimés pour 2050 selon différents scénarios d’émission de gaz à effet de serre sont consultables sur un site dédié publié par Météo-France en novembre 2022.

## Urbanisme

### Typologie
Au 1er janvier 2024, Lanvollon est catégorisée bourg rural, selon la nouvelle grille communale de densité à 7 niveaux définie par l'Insee en 2022.
Elle appartient à l'unité urbaine de Lanvollon, une agglomération intra-départementale dont elle est ville-centre,. La commune est en outre hors attraction des villes,.

### Occupation des sols
L'occupation des sols de la commune, telle qu'elle ressort de la base de données européenne d’occupation biophysique des sols Corine Land Cover (CLC), est marquée par l'importance des territoires agricoles (55 % en 2018), en diminution par rapport à 1990 (69 %). La répartition détaillée en 2018 est la suivante : 
zones agricoles hétérogènes (31,7 %), terres arables (23,3 %), zones urbanisées (22,1 %), zones industrielles ou commerciales et réseaux de communication (17 %), forêts (5,9 %). L'évolution de l’occupation des sols de la commune et de ses infrastructures peut être observée sur les différentes représentations cartographiques du territoire : la carte de Cassini (XVIIIe siècle), la carte d'état-major (1820-1866) et les cartes ou photos aériennes de l'IGN pour la période actuelle (1950 à aujourd'hui).

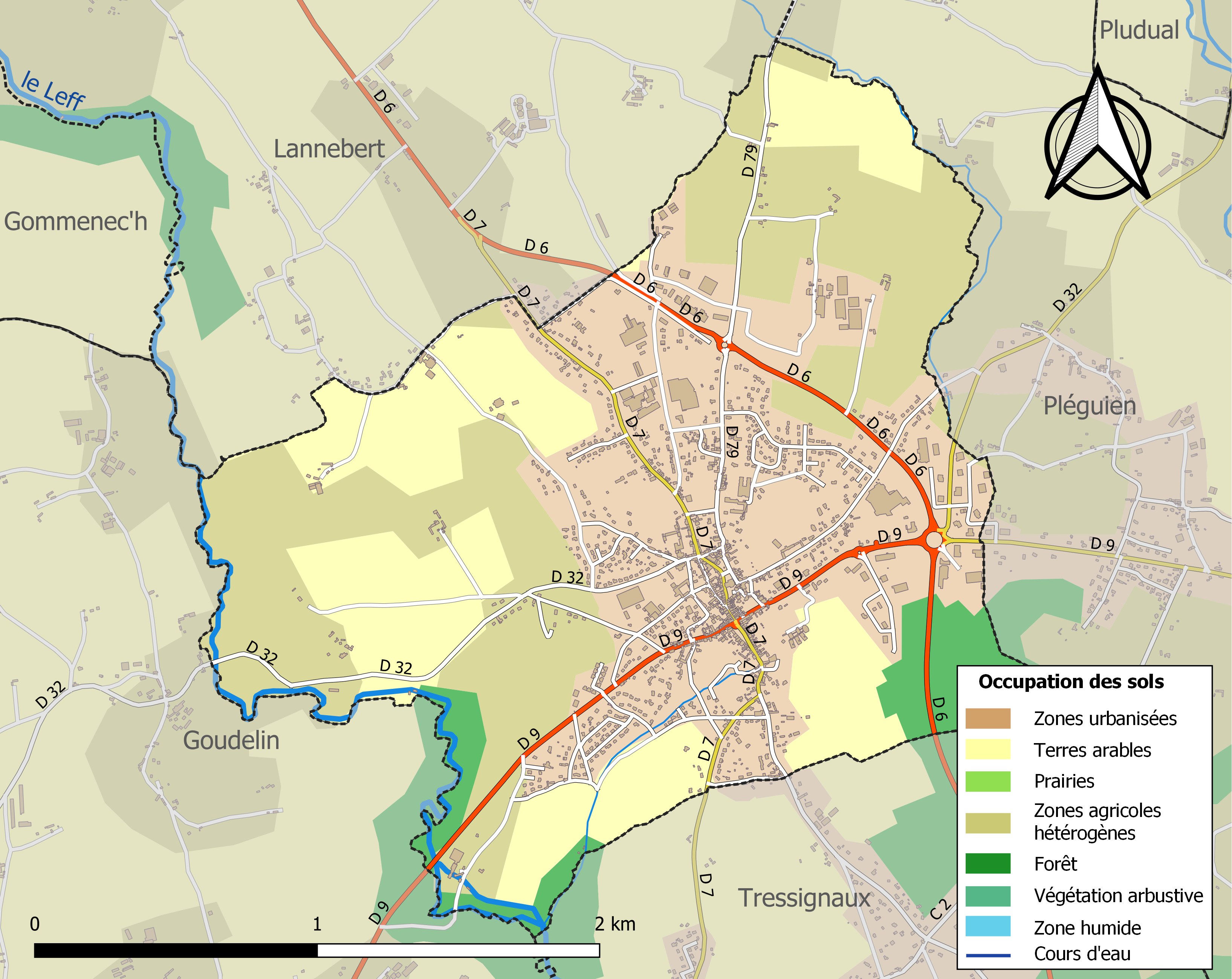
Carte des infrastructures et de l'occupation des sols de la commune en 2018 (CLC).

## Hydrographie

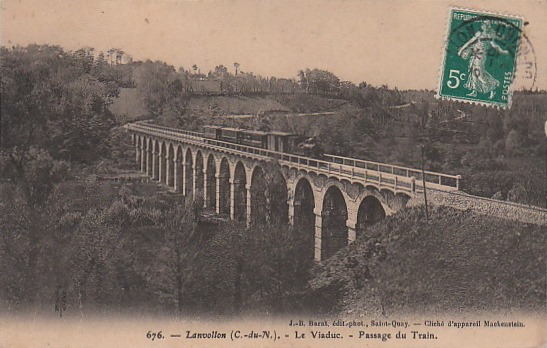
Le viaduc.

Le Leff coule à l'écart du centre. Il arrose l'ancien moulin à eau de Blanchardeau, siège de la communauté de communes et centre d'expositions culturelles.
L'ancien viaduc de Blanchardeau permettait autrefois au chemin de fer Plouha - Guingamp de traverser le Leff.

## Toponymie
Le nom de la localité est attesté sous les formes Lanwollon et Lanuuollon en 1189, Lanvalon en 1212, Lanvolon en 1215, 1219, 1259 et 1330, Lanvolom en 1263, 1264 et 1267, Lanvallon en 1451, Lanvoulon en 1478, Lenvolon en 1491, Lanvolon en 1516, Lanvalon en 1555. À partir de 1646, on retrouve Lanvollon.
Lanvollon vient du breton lann (ermitage) et de saint Volon, saint du VIIe siècle, d'origine irlandaise.

## Histoire

### Moyen-Âge
Saint Volon, saint du VIIe siècle, d'origine irlandaise, fut le premier abbé d'un monastère que les évêques de Dol fondèrent sur ce territoire. Ce monastère subsista jusqu'aux invasions normandes du Xe siècle.
Sous l'Ancien régime, la paroisse de Lanvollon, enclavée dans l'évêché de Saint-Brieuc faisait partie du doyenné de Lanvollon relevant de l'évêché de Dol et était sous le vocable de saint Samson.
Elle appartenait au comté du Goëlo.

### Temps modernes
Les "liniers" assuraient la vente de la filasse et son transport à destination des fileuses (ou filandières) : Lanvollon s'était spécialisé dans le transport du lin depuis les lieux de production vers les zones de manufacture, principalement le quadrilatère Saint-Brieuc - Coray - Pontivy - Moncontour centré sur Quintin ; l'essor des "voituriers" [transporteurs], dits aussi "linotiers", dans cette commune (on en dénombrait 50 en 1836 ; ils utilisaient 200 chevaux pour transporter le "lin en bois" [lin récolté, roui et séché]) s'explique en partie par sa situation sur la frontière linguistique, la plupart des "voituriers" maîtrisant plus ou moins les deux langues, français et breton.

### LeXIXesiècle
Frank Davies a décrit la foire de cheveux de Lanvollon vers 1854 :

« À Lanvollon (...) il y a une foire annuelle de cheveux à laquelle les servantes de campagne des Côtes-du-Nord (...) viennent en foule ; là viennent des perruquiers de Paris ou leurs agents qui font les marchés et remportent, pour une vile bagatelle, des moissons de cheveux. (...) Avec des ciseaux aiguisés et une main habile trois coups de ciseaux suffisent à rendre une tête complètement rase. »

### LeXXesiècle

#### La Première Guerre mondiale
Le monument aux morts de Lanvollon porte les noms de 49 soldats et marins morts pour la France pendant la Première Guerre mondiale.

#### La Seconde Guerre mondiale
Le 28 décembre 1940 un bombardier de la Royal Air Force avec un équipage de 5 hommes, qui venait de bombarder Lorient, s'écrasa à la sortie ouest de Lanvollon. L'équipage eut le temps de sauter en parachute. Le sergent-chef pilote Arnold Mott, d'abord caché par plusieurs habitants, le fut ensuite par Jean-Baptiste Legeay, frère économe au pensionnat du Roscoat en Pléhédel, qui le munit de faux papiers en utilisant le cachet officiel de la mairie de Pléhédel ; il le fit conduire par Jean Le Goff, âgé de 19 ans, qui travaillait dans une ferme du hameau de Kereven (en Pléhédel) , jusqu'à Nantes pour rejoindre une filière d'évasion ; trois jours plus tard, le radio, l'irlandais Mac Millan, fut à son tour conduit à Nantes par le même Jean Le Goff.
Le monument aux morts de Lanvollon porte les noms de 15 personnes mortes pour la France pendant la Seconde Guerre mondiale. Parmi eux Georges Le Bonniec et André Marchais, receveur P.T.T. à Lanvollon, résistants, membres du réseau "Georges France 31", tous deux décapités le 20 octobre 1942 à Cologne (Allemagne), et Charles Guillou, résistant tué à l'ennemi le 7 août 1944 à Lanvollon.

#### L'après Seconde Guerre mondiale
Trois soldats (Yves Lalès, Roger Morice et Michel Toupin) originaires de Lanvollon sont morts pour la France pendant la Guerre d'Indochine et un (Jean Lunel) pendant la Guerre d'Algérie.

## Héraldique
| Blason | Blasonnement : De gueule au chef d'hermines. |

## Politique et administration

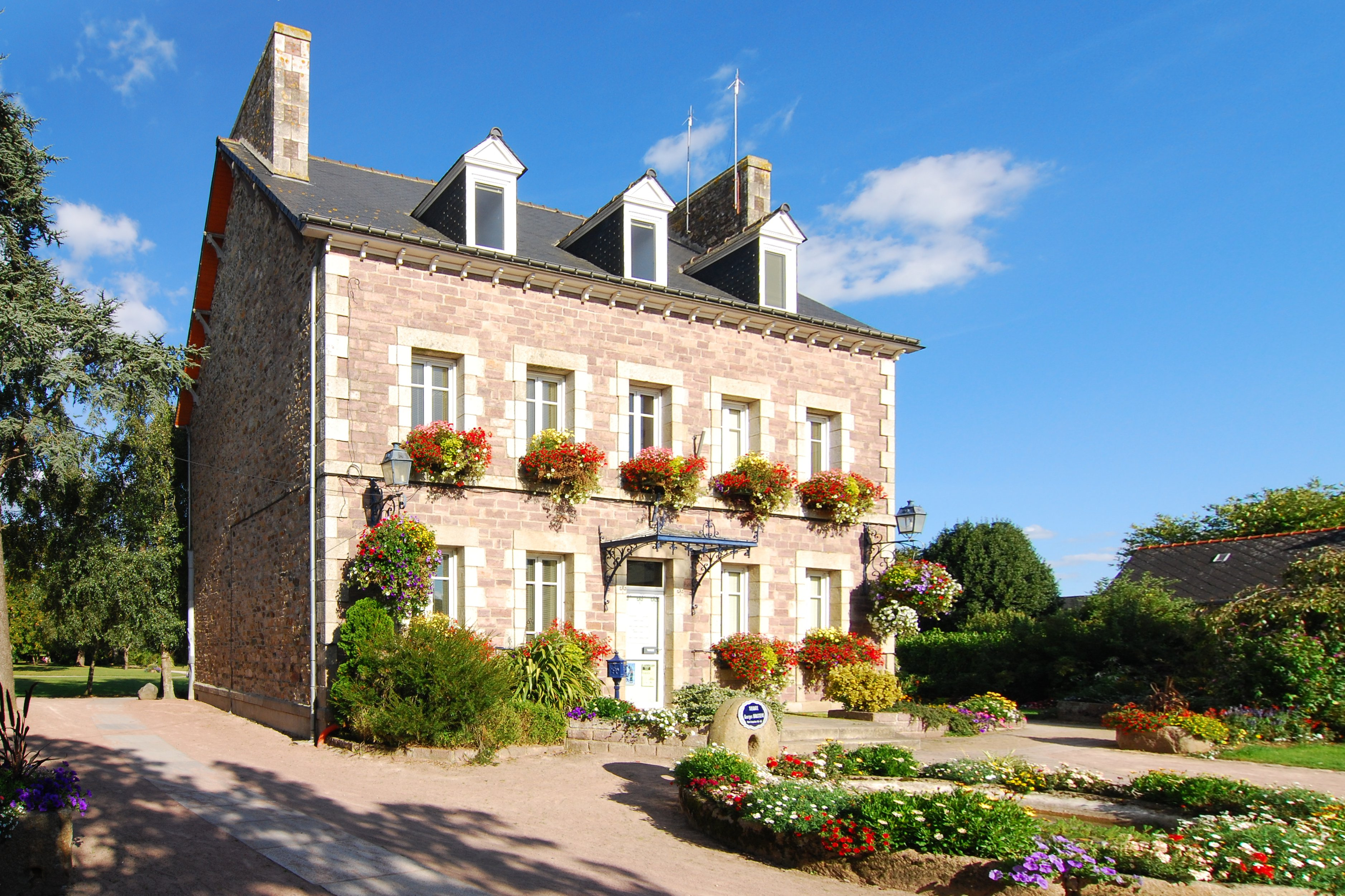
La mairie de Lanvollon.

Lanvollon fait partie de la communauté de communes de Leff Armor Communauté.

## Démographie
L'évolution du nombre d'habitants est connue à travers les recensements de la population effectués dans la commune depuis 1793. Pour les communes de moins de 10 000 habitants, une enquête de recensement portant sur toute la population est réalisée tous les cinq ans, les populations de référence des années intermédiaires étant quant à elles estimées par interpolation ou extrapolation. Pour la commune, le premier recensement exhaustif entrant dans le cadre du nouveau dispositif a été réalisé en 2007.

En 2022, la commune comptait 1 907 habitants, en évolution de +8,11 % par rapport à 2016 (Côtes-d'Armor : +1,78 %, France hors Mayotte : +2,11 %).
| 1793  | 1800  | 1806  | 1821  | 1831  | 1836  | 1841  | 1846  | 1851  |
| ----- | ----- | ----- | ----- | ----- | ----- | ----- | ----- | ----- |
| 1 050 | 1 123 | 1 115 | 1 350 | 1 462 | 1 435 | 1 466 | 1 524 | 1 563 |

| 1856  | 1861  | 1866  | 1872  | 1876  | 1881  | 1886  | 1891  | 1896  |
| ----- | ----- | ----- | ----- | ----- | ----- | ----- | ----- | ----- |
| 1 562 | 1 660 | 1 716 | 1 577 | 1 500 | 1 483 | 1 484 | 1 510 | 1 570 |

| 1901  | 1906  | 1911  | 1921  | 1926  | 1931  | 1936  | 1946  | 1954  |
| ----- | ----- | ----- | ----- | ----- | ----- | ----- | ----- | ----- |
| 1 580 | 1 446 | 1 350 | 1 193 | 1 061 | 1 043 | 1 054 | 1 056 | 1 041 |

| 1962  | 1968  | 1975  | 1982  | 1990  | 1999  | 2006  | 2007  | 2012  |
| ----- | ----- | ----- | ----- | ----- | ----- | ----- | ----- | ----- |
| 1 075 | 1 111 | 1 358 | 1 423 | 1 427 | 1 388 | 1 644 | 1 680 | 1 743 |

| 2017  | 2022  | - | - | - | - | - | - | - |
| ----- | ----- | - | - | - | - | - | - | - |
| 1 778 | 1 907 | - | - | - | - | - | - | - |

## Économie
Dans sa thèse de doctorat, l'urbaniste Iwan Le Clec'h explique que Lanvollon connaît une expansion économique très forte due à la captation des dépenses de consommations des périurbains populaires qui peuplent les localités voisines. Du fait de sa position de carrefour, elle offre également aux automobilistes en transit des facilités dans la réalisation de leurs achats. Il en ressort une agrégation de surfaces commerciales à proximité des ronds-points qui ceinturent cette petite ville.

## Éducation
L’école Yves Jouan, au  2 rue de la Boissière à Lanvollon, est une école primaire et maternelle publique.
L'école du Sacré-Cœur , au 9 rue Sainte-Anne à Lanvollon, est une école primaire et maternelle privée.
Le collège Notre-Dame, au 6 rue Saint-Vincent à Lanvollon, est un collège privé sous contrat avec l'État.

## Manifestations culturelles
Le moulin de Blanchardeau accueille des expositions toute l'année, et de nombreux ateliers et manifestations sont organisés en été au village et dans les environs proches.

### Lanvollon en fête
Chaque année, la ville accueille une brocante-foire aux puces, faisant de Lanvollon le temps d'une journée d'août « la capitale de la brocante »[réf. nécessaire]. En soirée, un repas « moules-frites » et des spectacles et concerts sont organisés par le Comité d'Animation de Lanvollon. Elle a d'ailleurs accueilli des grands noms de la chanson : Gérard Jaffrès et Les Forbans en 2007, Boney M en 2008, Émile et Images en 2009, Gérard Jaffrès, Jean-Pierre Mader et François Feldman en 2010...[réf. nécessaire] Cette fête rencontre un succès indéniable[réf. nécessaire], attirant plus de 800 exposants et plusieurs dizaines de milliers de visiteurs par édition (près de 30 000 personnes en moyenne).[réf. nécessaire]

### Plumes d’Armor
En avril se tient le salon du livre de Lanvollon, Plumes d’armor, créé en 2013 en partenariat avec la Bibliothèque pour tous sous l’égide de sa responsable Janine Melguen, par Xavier Pierre, poète et éditeur, et André Kerhervé, écrivain. Au cours des quatre premières éditions, ce salon a déjà été parrainé par des personnalités telles que Michelle Brieuc, Irène Frain, Mona Ozouf et Daniel Giraudon. Environ quatre-vingt-dix auteurs et éditeurs bretons y sont accueillis chaque année, ainsi que plus d’un millier de visiteurs.

## Lieux et monuments

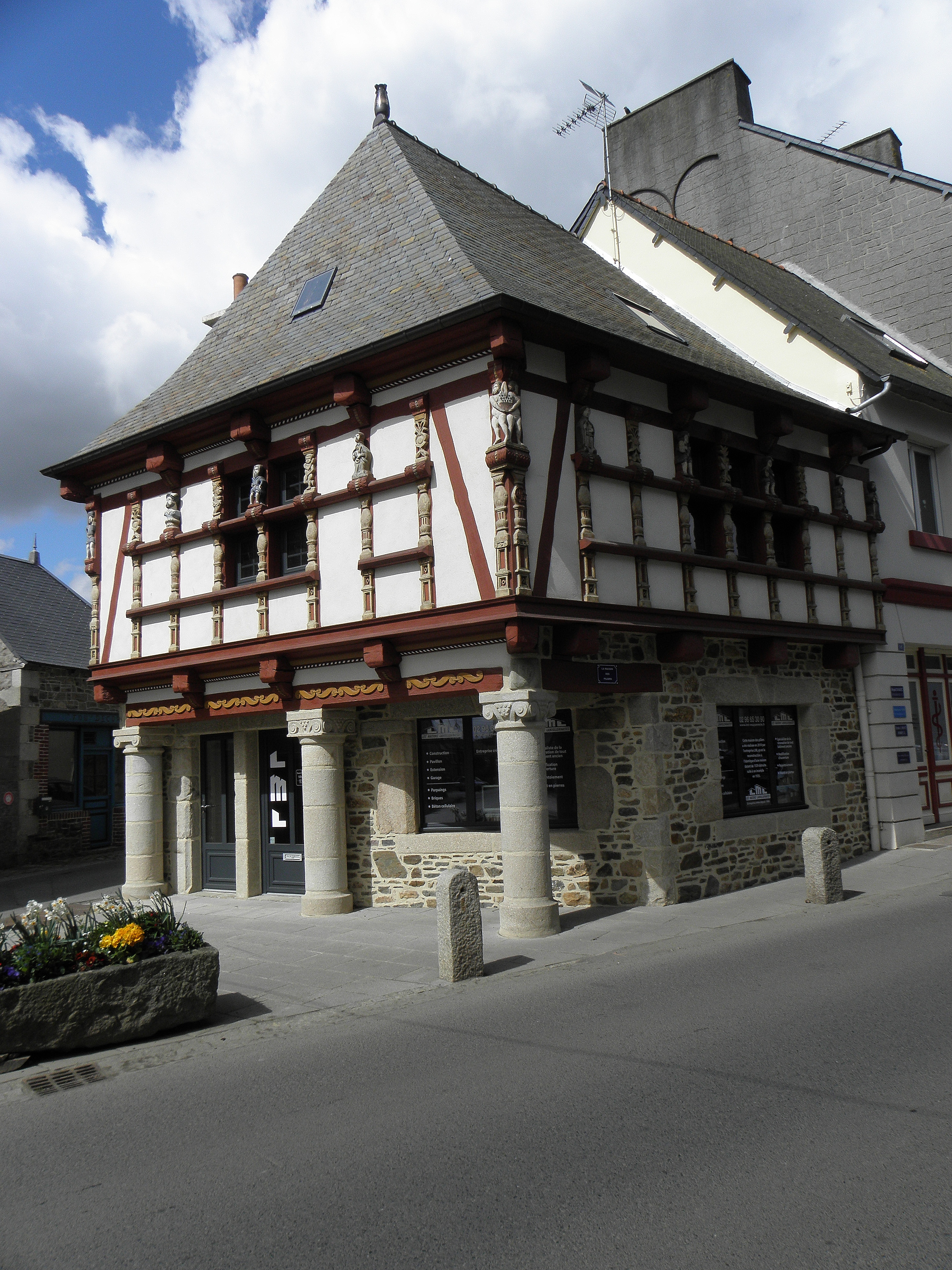
Hôtel Kératry,
reconstitution à Lanvollon.

On y trouve un patrimoine vernaculaire : de vieilles maisons en pierre, l'église Saint-Samson. Une grande vasque de 18 tonnes taillée dans une seule pierre, ancien abreuvoir à chevaux, se situe dans le grand jardin public au centre de la ville.
L'hôtel Kératry, qui se trouvait à Lanvollon, a été acheté en 1938 par la commune de Dinan qui l'a fait démonter et déplacer à Dinan (au 4 rue de l'Horloge). Il date du XVIe siècle et a été classé monument historique le 14 avril 1922.

### Lieux inscrits à l'Inventaire général du patrimoine industriel
Cinq lieux sont inscrits comme patrimoine industriel :
- une ancienne imprimerie, puis garage automobile[42] ;
- une ancienne usine de fabrication de parpaings, puis atelier d'ébéniste, datant du XXe siècle, qui se trouve rue Saint-Yves[43] ;
- une ancienne scierie[44] ;
- le moulin de Blanchardeau[45] ;
- le moulin à farine du Corre[46].

### Lieux proches
À sept kilomètres au nord-ouest du bourg se trouve le village de Saint-Jacques (commune de Tréméven), avec sa chapelle éponyme et sa fontaine à l'extérieur du chevet de la chapelle. Le tout est classé monument historique, la chapelle depuis le 24 avril 1909 et la fontaine depuis le 2 mars 1912. Veillant sur la fontaine se trouve une rare statue de saint Jacques en majesté (assis sur un trône ou fauteuil), remontant à environ 1450, faite en pierre de Kersanton,.
La vallée des saints, grand projet d'une « île de Pâques bretonne », est à environ 50 km à Carnoët.

## Personnalités liées à la commune
- Georges Brassens :  auteur-compositeur-interprète. Se rendait souvent à Lanvollon, et y a notamment fréquenté celle qu'il a appelé "La Jeanne" dans sa célèbre chanson, qui y vivait[49].
- Jacques Josse (né en 1953): poète, écrivain, éditeur.